# Milada Bayerová-Kovářová
Milada Bayerová-Kovářová (rozená Kovářová, okolo 1910 Praha – po 1969) byla česká motocyklová závodnice činná především v období prvorepublikového Československa. Od začátku 30. let 20. století se zúčastnila řady motocyklistických silničních, rallyových i plochodrážních motocyklových závodů, především časových a dálkových časových jízd. Spolu např. s Vlastou Melšovou-Malou ji lze považovat za jednu z nejznámějších a nejúspěšnějších motocyklových závodnic své doby.

## Život

### Mládí
Narodila se v Praze. Absolvovala čtyři roky gymnázia, posléze vystudovala obchodní akademii. Od mládí jezdila na motocyklu jako spolujezdkyně v tzv. sidecaru.  

### Závodní kariéra

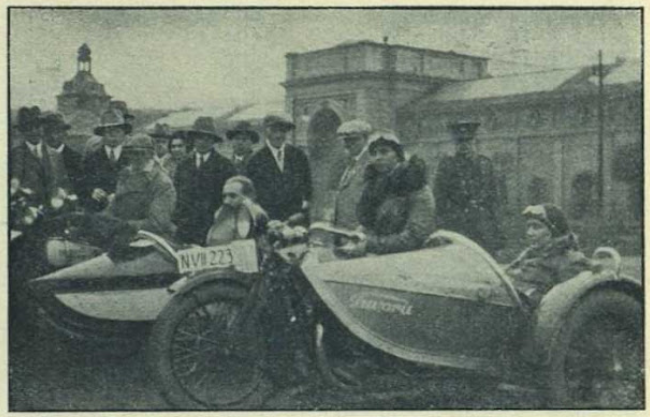
Milada Kovářová na stroji Zündapp(vpředu, 1931)

Od roku 1931 vlastnila motocykl německé značky Zündapp se sidecarem, se kterým se po osvojení si jízdy na stroji zúčastnila svého prvního závodu, Táborské ceny. Dále jela ve třídě 500 ccm závod Zbraslav-Jíloviště, kde se umístila na čtvrtém místě, čímž dosáhla nejlepšího ženského výkonu v této objemové třídě.
Jako jedna z prvních ženských závodnic se také účastnila, nejpozději od roku 1933, motocyklových závodů ploché dráhy. Účastnila se mj. plochodrážních závodů v Mariánských Lázních (3. místo), v Liberci (se strojem Ariel, 3. místo) či na plzeňském plochodrážním stadionu. Dvakrát se také přihlásila na plochodrážní závody konané na pražském Strahovském stadionu, události navštěvované až desítkami tisíc lidí. Řady těchto závodů se účastnila jako jedna z mála startujících žen. Opakovaně byla v tisku chybně uváděna pod příjmením Kolářová. 
Roku 1936 se provdala za motoristického závodníka Jiřího Bayera (1913–?) a přijala příjmení Bayerová. Svého manžela rovněž opakovaně doprovázela na zahraničních závodních jízdách. Se svým manželem vlastnili hotel v pražské ulici Na Bojišti, rovněž se přechodně pohybovali v Táboře. Oba manželé jsou také uváděni jako zástupci motocyklové továrny ČZ Strakonice pro jižní a jihozápadní Čechy se sídlem v Táboře. Oba byli rovněž členy táborského Autoklubu. 
Průběžně se účastnila také ralleyových a silničních motocyklových závodů. Celkem pětkrát jela na strojích Zündapp, později československé ČZ Zimní motocyklové soutěže, v níž ve své kategorii opakovaně zvítězila. Roku 1938 zvítězila v Rallye FICM, ve které na motocyklu ČZ dosáhla rekordu závodu, kdy cestu z podkarpatského Rachova do Prahy zajela za rekordních 23 hodin. Přátelila se mj. s pražskou motocyklovou závodnicí Vlastou Melšovou-Malou, dcerou technického ředitele firmy Autfit vyrábějící motocykly Ogar, společně také absolvovaly v rámci jedné posádky 15. velkou motocyklovou cenu roku 1939. V tomto závodě získala zlatou plaketu ve své kategorii, opět jako první žena v této objemové kategorii. Závodů se účastnila i během německé okupace země, v dalších letech byl pak motoristický sport výrazně zasažen okolnostmi druhé světové války. 

### Po roce 1945
Po skončení války se Bayerová opět zapojila nejen do aktivního motocyklového závodění (mj. Heinzova cena aj.), ale také organizátorských aktivit obnovovaného československého sportu. Podílela se na zřízení motocyklového závodního okruhu okolo Sezimova Ústí, příležitostně vytyčeného na trase silničních komunikací mezi městečkem Sezimovo Ústí a Táborem. Okruh byl při svém prvním zřízení pojmenován Okruh Dr. Beneše s osobním souhlasem prezidenta republiky Edvarda Beneše, jehož venkovské sídlo, Benešova vila, se nachází právě v Sezimově Ústí. V poválečném období zde byly v dalších letech organizovány ty největší závodní motocyklové události v ČSR.
Po únoru 1948 a nastolení komunistického režimu v Československu byl rodině Bayerových pražský hotel zabaven a znárodněn a oba manželé byli nuceně vystěhováni do Tábora.
V Táboře se režijně podílela na činnosti zdejšího ochotnického divadelního souboru hrajícího v městském Divadle Ivana Olbrachta (pozdější divadlo Oskara Nedbala), kde je její činnost připomínána ještě v roce 1969.